# Maurice Lévy (angliciste)
Pour les articles homonymes, voir Lévy et Maurice Lévy.
Maurice Lévy, né le 9 juillet 1929 à Constantine (Algérie française) et mort le 21 mars 2012 à Toulouse, est un critique littéraire, traducteur, angliciste et grammairien français, pionnier dans l'étude du roman gothique et spécialiste du fantastique en littérature. Il analyse ce dernier comme un moyen de « réanimer », dans le cadre du désenchantement moderne, les « mythes morts » .

## Biographie
Il a été professeur de littérature anglaise à l'Université de Toulouse-Le Mirail.

## Le CERLI
En 1979, Maurice Lévy fonde le CERLI (Centre d’Études et de Recherches sur les Littératures de l’Imaginaire), qui sera le vivier des grands spécialistes du fantastique des trois dernières décennies dans le paysage universitaire français.

## Ouvrages

### Études
- Le roman « gothique » anglais, 1764-1824, Toulouse, Publications de la Faculté des lettres et sciences humaines de Toulouse. Série A. 9, 1968, XVI-751 p. (présentation en ligne). Réédition : Le roman « gothique » anglais, 1764-1824, Paris, Albin Michel, coll. « Bibliothèque de l'Évolution de l'humanité » (no 11), 1995, 2e éd., XXXVII-774 p. (ISBN 978-2-226-07624-3, LCCN 95202251, présentation en ligne).
- Lovecraft ou du Fantastique, Paris, Union générale d'éditions, coll. « 10-18 » (no 675), 1972, 191 p. Nouvelle édition augmentée d'une préface inédite de l'auteur : Lovecraft ou du Fantastique, Paris, Christian Bourgois, 1985, 2e éd., 190 p. (ISBN 2-267-00419-4). Traduction en anglais : (en) Lovecraft : A Study in the Fantastic [« Lovecraft ou du Fantastique »] (trad. du français par S. T. Joshi), Détroit (Michigan), Wayne State University Press, 1988, 152 p. (ISBN 0-8143-1956-4, présentation en ligne).
- Images du roman noir, Paris, Éric Losfeld, 1973, 230 p. (présentation en ligne).
- "The mysteries of Udolpho" by Ann Radcliffe, Didier érudition & CNED, 1996.
- Grammaire du français : approche énonciative, Ophrys, 2000.
- Boswell, un libertin mélancolique, sa vie, ses voyages, ses amours et ses opinions, ELLUG, 2001.

### Éditions critiques et traductions
- Charles Robert Maturin, Fatale vengeance ou la famille de Montorio, José Corti, 2000
- Ann Radcliffe, Les mystères d'Udolphe, Gallimard, 2001
- Léon-François-Marie Bellin de La Liborlière, La nuit anglaise, Anacharsis, 2006
- Léon-François-Marie Bellin de La Liborlière, Célestine ou Les époux sans l'être, Éditions Classiques Garnier, 2011
- Matthew Gregory Lewis, Le Moine, traduction originale de Léon de Wailly (1840) revue, corrigée et annotée par Maurice Lévy, Presses Universitaires du Mirail, Collection Interlangues textes, 2012